# Batalla de Korsakov
La batalla de Korsakov fue un combate naval de la guerra ruso-japonesa. Tuvo lugar el 20 de agosto de 1904 en la costa sur de la isla de Sajalin, cerca de la ciudad de Korsakov. Como resultado del combate el crucero Novik perteneciente a Rusia quedó inutilizado y semihundido.

## Desarrollo
El Novik fue un crucero protegido de 110 metros de eslora, construido para Rusia en los astilleros Schichau-Werke de Danzing. Formaba parte de la escuadra del Imperio ruso que quedó bloqueada en Port Arthur (Manchuria) por la Armada Imperial Japonesa desde el comienzo de la guerra ruso-japonesa en febrero de 1904. La escuadra rusa intentó salir de Port Arthur para dirigirse a Vladivostok, pero fue interceptada por los japoneses en la Batalla del Mar Amarillo el 10 de agosto de 1904, algunos barcos rusos volvieron a Port Arthur o se refugiaron en puertos chinos, pero el Novik continuó navegando con la intención de rodear las islas japonesas y llegar a Vladivostok.
El 14 de agosto un mercante japonés avistó al Novik cerca de la isla de Yakushima, el 15 de agosto el alto mando japonés ordenó a los cruceros protegidos Chitose y Tsushima que se dirigieran al norte hacia el estrecho de Tsugaru, y destruyeran al Novik si intentaba entrar en el Mar del Japón desde el Océano Pacífico a través de ese estrecho.
El Novik navegaba a velocidad reducida para ahorrar combustible, pero necesitaba repostar carbón en el puerto de Korsakov para poder llegar a Vladivostok. Llegó a Korsakov al amanecer del 20 de agosto de 1904, su comandante tenía la intención de aprovisionarse de carbón y agua antes de atravesar el estrecho de La Perouse al amparo de la oscuridad durante la noche del 20 al 21 de agosto. Sin embargo, durante la tarde del 20, la tripulación del Novik vio el humo del crucero japonés Tsushima y temiendo que el barco quedara atrapado en Korsakov, se dio la orden de partir de forma precipitada hacia Vladivostok.

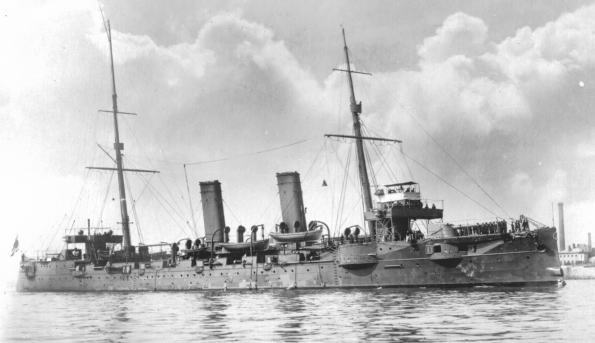
Crucero japonés Chitose

El Tsushima se aproximó a Korsakov a las 16 horas del 20 de agosto de 1904, observó humo saliendo del puerto y avistó al Novik navegando hacia el sur de Korsakov. A las 16:30 abrió fuego y alcanzó al Novik en varias ocasiones, cinco de ellas por debajo de la línea de flotación, lo que inutilizó la mitad de sus calderas. El Novik regresó a Korsakov con el Tsushima persiguiéndolo, pero a las 17:40, el Novik abrió fuego y alcanzó al Tsushima en la línea de flotación, lo que inundó dos compartimentos e hizo que el Tsushima escorase tanto que tuvo que abandonar la persecución y detenerse para realizar reparaciones de emergencia. El Novik había sufrido daños irreparables por lo que el oficial ruso al mando ordenó hundir el barco en aguas poco profundas cerca de la costa. Al amanecer del 21 de agosto, un segundo crucero japonés, el Chitose, entró en el puerto y encontró al Novik hundido en un banco de arena con sus botes y lanchas evacuando la tripulación y pertrechos. El Chitose se acercó al pecio del Novik y abrió fuego sobre él a una distancia de 8500, 4000 y 2500 metros, impactando en numerosas ocasiones, tras lo cual el oficial japonés al mando consideró  que el barco no podía ser salvado por los rusos y se retiró.